# RIC TV
RIC TV (estilizado como RIC tv) é uma rede de televisão estadual brasileira sediada em Curitiba, Paraná. Pertencente ao Grupo RIC, possui 4 emissoras afiliadas à Record, cobrindo 341 municípios. Atuou também entre 2008 e 2019 em Santa Catarina, onde possuiu 6 emissoras de televisão encabeçadas a partir de Florianópolis, após fusão com a extinta Rede SC e outros dois canais pertencentes ao Grupo Record. Depois que as operações catarinenses do Grupo RIC foram desmembradas para a criação do Grupo ND, as emissoras passaram a formar a atual NDTV.

## História

### Primeiros anos (1986–1995)
Poucos meses após ter adquirido os veículos que haviam pertencido ao Grupo Positivo, o Sistema Sul de Comunicação comprou, em fevereiro de 1986, a concessão do canal 7 VHF de Curitiba, outorgada originalmente às Organizações Martinez. A partir desta, entrou no ar em 13 de julho do mesmo ano a TV Independência, retransmitindo a programação da Rede Manchete, juntamente com a TV Vanguarda de Cornélio Procópio, que estava no ar desde 1980.
Em 1987, o SSC foi expandindo sua atuação, inaugurando em março daquele ano a TV O Estado de Chapecó, no oeste de Santa Catarina, que inicialmente era integrada às emissoras paranaenses, e firmou um acordo com a Rede Celinauta de Comunicação, que inaugurou a TV Sudoeste de Pato Branco em 18 de junho. Em dezembro de 1988, o grupo inaugurou a TV Vanguarda de Maringá, e no início de 1989, a TV O Estado é desmembrada da rede para compor o Sistema Catarinense de Comunicações, juntamente com a emissora homônima de Florianópolis e a TV Planalto de Lages.
Ainda no mesmo ano, em 15 de julho, as emissoras de Cornélio Procópio e Maringá também passam a se chamar TV Independência, unificando suas identidades com o canal de Curitiba, e em 25 de novembro, é inaugurado mais um canal em Guarapuava. A rede de emissoras ganhou a forma atual na década de 1990, quando inaugurou a TV Independência Sudoeste de Toledo, em 15 de setembro de 1992, e no ano seguinte, vendeu a emissora de Guarapuava para o Grupo JMalucelli.

### Afiliação com a Record e fusão com a Rede SC (1995–2019)
Em fevereiro de 1995, a Central Record de Comunicação fechou um acordo para a compra de 30% das ações das emissoras de TV do Sistema Sul de Comunicação (que após isso tornou-se Rede Independência de Comunicação), o que lhe deu direito também ao controle da sua diretoria administrativa/financeira, responsável pela tomada de decisões acerca dos seus investimentos. Em 1.º de julho, elas deixaram de transmitir a programação da Rede Manchete após 9 anos e tornaram-se afiliadas à Rede Record. Como consequência, a Manchete deixou de ter sinal em boa parte do Paraná pelos seus últimos 4 anos de existência, restando apenas a TV Exclusiva (que trocou de afiliação com a TV Independência em Curitiba) e a TV Sudoeste, que também encerrou a parceria que mantinha com o grupo.
Em 2000, as emissoras adotaram a mesma sigla do grupo, passando a se chamar RIC, e em 2007, adicionaram o sufixo TV ao nome. Nessa mesma época, a Rede SC, pertencente ao Grupo RIC em Santa Catarina, anunciou o fim de sua parceria com o SBT e a mudança para a Record a partir de 1.º de fevereiro de 2008, sob os mesmos termos do acordo que havia sido feito no Paraná em 1995. A partir daí, a RIC TV expandiu-se para o estado vizinho, agregando as quatro emissoras da antiga rede em Florianópolis, Chapecó, Joinville e Blumenau, além de duas emissoras próprias da Record em Itajaí e Xanxerê, aumentando a rede para 10 emissoras ao todo.

### Desmembramento das emissoras catarinenses (2019–presente)
No segundo semestre de 2019, o Grupo RIC desmembrou seus veículos de comunicação em Santa Catarina, dando origem ao Grupo ND, enquanto as emissoras da RIC TV no estado passaram a formar a NDTV, restringindo novamente a atuação da rede ao estado do Paraná a partir de 3 de dezembro. Dois meses antes, em 1.º de outubro, as emissoras paranaenses já haviam adotado uma nova identidade visual distinta das catarinenses, passando a utilizar novamente apenas a sigla RIC, mudança que foi efetivada com uma nova campanha institucional lançada também em 3 de dezembro. No entanto, ao lançar uma nova identidade visual em 6 de dezembro de 2021, a emissora readicionou o sufixo TV ao seu nome. O novo logotipo sofreu uma modificação às vésperas do seu lançamento, uma vez que seria estilizado no ar como "RIC.tv", o que poderia induzir os telespectadores ao erro por acessar um endereço eletrônico que não era registrado pela empresa.